# 제카 (베네치아)

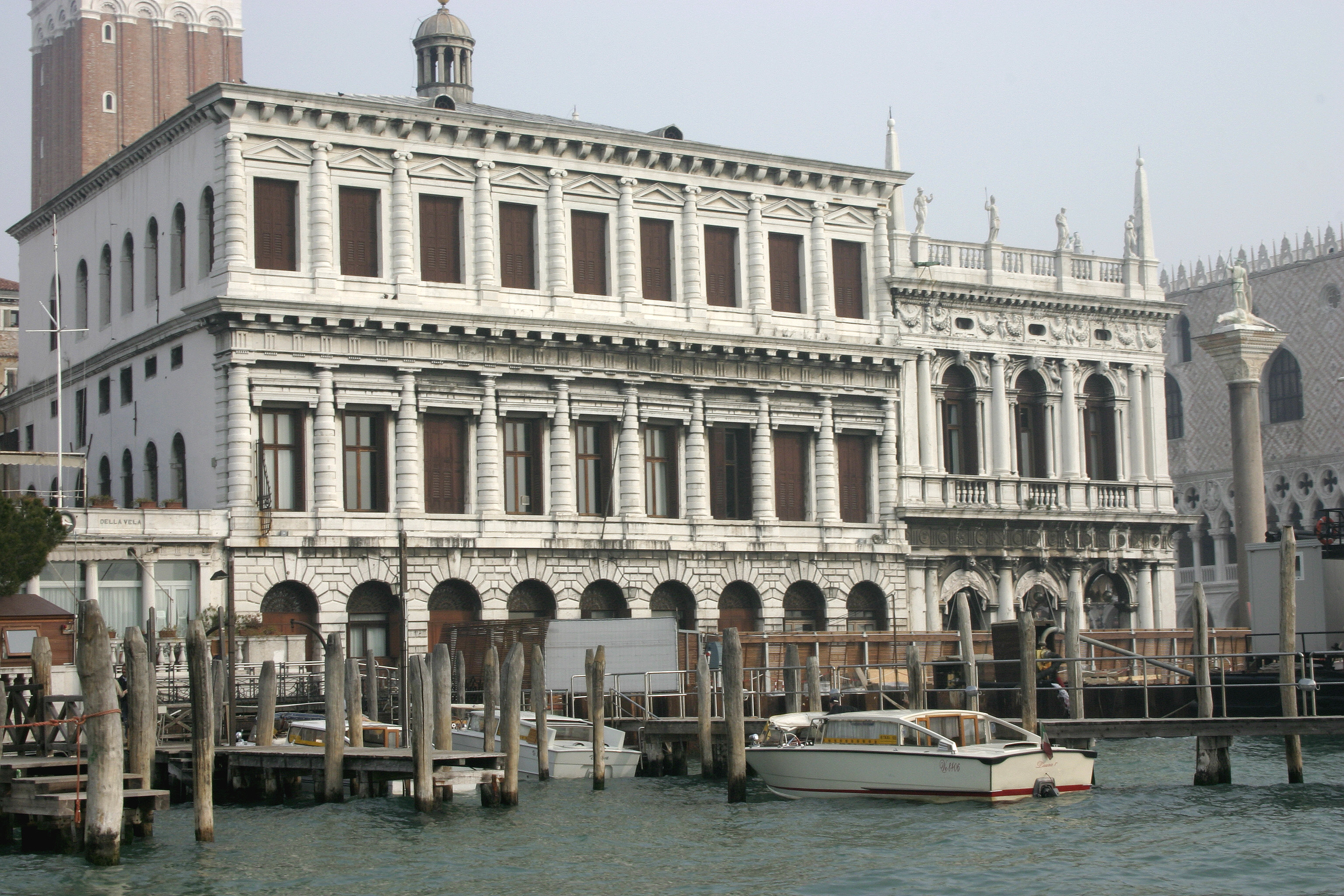
제카

제카(Zecca)는 이탈리아 북동부 베네치아에 있는 16세기 건축물이다. 베네치아 공화국 시절의 조폐국 건물로, 현재는 국립 마르차나 도서관의 일부로 사용되고 있다. 두 건물 모두 자코포 산소비노가 설계한 것이다.